# Aarón Martín
Aarón Martín Caricol (Montmeló, 22 aprile 1997) è un calciatore spagnolo, difensore del Genoa.

## Caratteristiche tecniche
È un terzino sinistro dotato di una buona tecnica individuale, veloce e rapido; è stato paragonato ai connazionali Joan Capdevila e Jordi Alba.

## Carriera

### Club
Cresciuto nel settore giovanile dell'Espanyol, esordisce con la prima squadra del club spagnolo il 2 ottobre 2016, nella partita pareggiata per 0-0 contro il Villarreal, sostituendo al 68º minuto José Antonio Reyes.
Il 6 agosto 2018 passa in prestito con diritto di riscatto al Magonza, che lo acquista a titolo definitivo il 5 novembre seguente per sei milioni di euro.
Il 31 dicembre 2020 si trasferisce a titolo temporaneo al Celta Vigo.
Dalla stagione 2021-22 gioca stabilmente nel Magonza.
Il 24 giugno 2023, a parametro zero, firma un contratto triennale con opzione per un'ulteriore stagione con il Genoa.Il 19 agosto fa il suo esordio in Serie A nella partita contro la Fiorentina, persa per 4-1.

### Nazionale
Ha giocato nelle nazionali giovanili spagnole Under-16, Under-17, Under-19 ed Under-21.

## Statistiche

### Presenze e reti nei club
Statistiche aggiornate al 15 agosto 2025.
| Stagione        | Squadra         | Campionato      | Campionato | Campionato | Coppe nazionali | Coppe nazionali | Coppe nazionali | Coppe continentali | Coppe continentali | Coppe continentali | Altre coppe | Altre coppe | Altre coppe | Totale | Totale |
| Stagione        | Squadra         | Comp            | Pres       | Reti       | Comp            | Pres            | Reti            | Comp               | Pres               | Reti               | Comp        | Pres        | Reti        | Pres   | Reti   |
| --------------- | --------------- | --------------- | ---------- | ---------- | --------------- | --------------- | --------------- | ------------------ | ------------------ | ------------------ | ----------- | ----------- | ----------- | ------ | ------ |
| 2016-2017       | Espanyol        | PD              | 30         | 0          | CR              | 1               | 0               | -                  | -                  | -                  | -           | -           | -           | 31     | 0      |
| 2017-2018       | Espanyol        | PD              | 32         | 0          | CR              | 3               | 0               | -                  | -                  | -                  | -           | -           | -           | 35     | 0      |
| Totale Espanyol | Totale Espanyol | Totale Espanyol | 62         | 0          |                 | 4               | 0               |                    | -                  | -                  |             | -           | -           | 66     | 0      |
| 2018-2019       | Magonza         | BL              | 33         | 0          | CG              | 1               | 0               | -                  | -                  | -                  | -           | -           | -           | 34     | 0      |
| 2019-2020       | Magonza         | BL              | 22         | 0          | CG              | 1               | 0               | -                  | -                  | -                  | -           | -           | -           | 23     | 0      |
| 2020-gen. 2021  | Magonza         | BL              | 5          | 0          | CG              | 0               | 0               | -                  | -                  | -                  | -           | -           | -           | 5      | 0      |
| gen.-giu. 2021  | Celta Vigo      | PD              | 19         | 0          | CR              | 1               | 0               |                    | -                  | -                  |             | -           | -           | 20     | 0      |
| 2021-2022       | Magonza         | BL              | 28         | 1          | CG              | 3               | 0               | -                  | -                  | -                  | -           | -           | -           | 31     | 1      |
| 2022-2023       | Magonza         | BL              | 28         | 5          | CG              | 3               | 0               | -                  | -                  | -                  | -           | -           | -           | 31     | 5      |
| Totale Magonza  | Totale Magonza  | Totale Magonza  | 116        | 6          |                 | 8               | 0               |                    | -                  | -                  |             | -           | -           | 124    | 6      |
| 2023-2024       | Genoa           | A               | 22         | 0          | CI              | 2               | 0               | -                  | -                  | -                  | -           | -           | -           | 24     | 0      |
| 2024-2025       | Genoa           | A               | 36         | 0          | CI              | 2               | 0               | -                  | -                  | -                  | -           | -           | -           | 38     | 0      |
| 2025-2026       | Genoa           | A               | 0          | 0          | CI              | 1               | 0               | -                  | -                  | -                  | -           | -           | -           | 1      | 0      |
| Totale Genoa    | Totale Genoa    | Totale Genoa    | 58         | 0          |                 | 5               | 0               |                    | -                  | -                  | -           | -           | -           | 63     | 0      |
| Totale carriera | Totale carriera | Totale carriera | 255        | 6          |                 | 18              | 0               |                    | -                  | -                  |             | -           | -           | 273    | 6      |

### Cronologia presenze e reti in nazionale
| Cronologia completa delle presenze e delle reti in nazionale ― Spagna under 21 | Cronologia completa delle presenze e delle reti in nazionale ― Spagna under 21 | Cronologia completa delle presenze e delle reti in nazionale ― Spagna under 21 | Cronologia completa delle presenze e delle reti in nazionale ― Spagna under 21 | Cronologia completa delle presenze e delle reti in nazionale ― Spagna under 21 | Cronologia completa delle presenze e delle reti in nazionale ― Spagna under 21 | Cronologia completa delle presenze e delle reti in nazionale ― Spagna under 21 | Cronologia completa delle presenze e delle reti in nazionale ― Spagna under 21 |
| Data                                                                           | Città                                                                          | In casa                                                                        | Risultato                                                                      | Ospiti                                                                         | Competizione                                                                   | Reti                                                                           | Note                                                                           |
| ------------------------------------------------------------------------------ | ------------------------------------------------------------------------------ | ------------------------------------------------------------------------------ | ------------------------------------------------------------------------------ | ------------------------------------------------------------------------------ | ------------------------------------------------------------------------------ | ------------------------------------------------------------------------------ | ------------------------------------------------------------------------------ |
| 1-9-2017                                                                       | Toledo                                                                         | Spagna under 21                                                                | 3 – 0                                                                          | Italia under 21                                                                | Amichevole                                                                     | -                                                                              | 45’                                                                            |
| 5-9-2017                                                                       | Tallinn                                                                        | Estonia under 21                                                               | 0 – 1                                                                          | Spagna under 21                                                                | Qual. Europeo Under-21 2019                                                    | -                                                                              |                                                                                |
| 10-10-2017                                                                     | Poprad                                                                         | Slovacchia under 21                                                            | 1 – 4                                                                          | Spagna under 21                                                                | Qual. Europeo Under-21 2019                                                    | -                                                                              |                                                                                |
| 14-11-2017                                                                     | Cartagena                                                                      | Spagna under 21                                                                | 5 – 1                                                                          | Slovacchia under 21                                                            | Qual. Europeo Under-21 2019                                                    | -                                                                              | 56’ 70’                                                                        |
| Totale                                                                         |                                                                                | Presenze                                                                       | 4                                                                              |                                                                                | Reti                                                                           | 0                                                                              |                                                                                |

## Palmarès

### Nazionale
- Campionato d'Europa Under-19: 1

2015
- Campionato d'Europa Under-21: 1

2019